# Börje Leander
Börje Leander   (municipi d'Avesta, 7 de març de 1918 - Mora, 30 d'octubre de 2003) fou un futbolista suec que va competir entre les dècades de 1930 i 1950. Jugava de migcampista.
El 1948 va prendre part en els Jocs Olímpics d'Estiu de Berlín, on guanyà la medalla d'or en la competició de futbol. Entre 1941 i 1950 jugà 23 partits amb la selecció sueca, en què marxà 4 gols.
A nivell de clubs jugà 249 partits amb l'AIK, amb qui marcà 25 gols.